# Силва, Антонио Бенедито да
Анто́нио Бенеди́то да Си́лва (порт.-браз. Antonio Benedito da Silva; 23 марта 1965, Кампинас), более известный под именем Тони́ньо (порт.-браз. Toninho) — бразильский футболист, игравший на позиции нападающего.

## Карьера
Тониньо начал карьеру в клубе «XV ноября». Оттуда он перешёл в клуб «Португеза Деспортос», где дебютировал 30 января 1985 года в матче с «Флуминенсе» (0:2). В этом клубе футболист провёл 5 лет, после чего перешёл в «Гуарани». В следующем сезоне форвард стал игроком «Фламенго», дебютировав 8 мая 1991 года в матче Кубка Либертадорес с «Бокой Хуниорс» (0:3). Всего за клуб футболист провёл 13 матчей и забил 1 гол. В том же году бразилец уехал в Японию в клуб «Йомиури» и в первый же год стал чемпионом и лучшим бомбардиром чемпионата. Следующий сезон футболист начал в «Симидзу С-Палс», где играл четыре сезона с учётом аренды в «Урава Ред Даймондс». В 1996 году Тониньо перешёл в «Васко да Гаму».

## Международная статистика
| Матчи Тониньо за сборную Бразилии | Матчи Тониньо за сборную Бразилии | Матчи Тониньо за сборную Бразилии | Матчи Тониньо за сборную Бразилии | Матчи Тониньо за сборную Бразилии | Матчи Тониньо за сборную Бразилии | Матчи Тониньо за сборную Бразилии |
| --------------------------------- | --------------------------------- | --------------------------------- | --------------------------------- | --------------------------------- | --------------------------------- | --------------------------------- |
| №                                 | Дата                              | Место проведения                  | Оппонент                          | Счёт                              | Голы                              | Турнир                            |
| 1                                 | 15 марта 1989                     | Куяба                             | Эквадор                           | 1:0                               | —                                 | Товарищеский матч                 |

## Личная жизнь
Тониньо — младший брат другого футболиста, Сонни Андерсона.

## Достижения

### Командные
- Чемпион Японии: 1991/1992

### Личные
- Лучший бомбардир чемпионата Японии: 1991/1992 (18 голов)